# Zielonki-Parcela
Zielonki-Parcela – wieś w Polsce położona w województwie mazowieckim, w powiecie warszawskim zachodnim, w gminie Stare Babice. Ma status sołectwa.
W latach 1975–1998 miejscowość administracyjnie należała do województwa warszawskiego.
Wieś powstała po parcelacji majątku Zielonki, obecnie której mieszkańcy zajmują się głównie produkcją rolną. We wsi stoi kilka kolumn przy drodze do Ożarowa Mazowieckiego – pozostałość po niezrealizowanym projekcie zbudowania sanatorium na początku XX wieku.
Oprócz tego znajduje się tu m.in. zabytkowy pałac z XIX wieku w stylu eklektycznym (w remoncie) otoczony zabytkowym parkiem oraz znana firma ogrodnicza PlantiCo Zielonki Hodowla i Nasiennictwo Ogrodnicze Sp. z o.o. (sołectwo Zielonki SHRO).
We wsi znajduje się Szkoła Podstawowa im. Mariusza Zaruskiego przy ulicy Południowej 2.